# Красногубый эуримен
Красногубый эуримен, или красногубый эвримен (лат. Eurymen gyrinus) — вид морских лучепёрых рыб семейства психролютовых. Встречаются в водах северной части Тихого океана: в Японском и Беринговом море и до острова Кадьяк у побережья Аляски. Донные рыбы. Обитают на глубине от 14-400 м, обычно 50-80. Максимальная длина тела до 39 см. В спинном плавнике 8 жестких и 19-23 мягких лучей. В анальном плавнике 15-18 мягких лучей. Эти рыбы безвредны для человека, не имеют хозяйственного значения, их охранный статус не определён.